# Zoborožec luzonský
Zoborožec luzonský (Penelopides manillae) je druh zoborožce z rodu Penelopides, který se endemitně vyskytuje na Filipínách (odtud i druhové jméno odkazující k Luzonu, největšímu ostrovu Filipín).

## Systematika a rozšíření
Zoborožce luzonského formálně popsal v roce 1783 nizozemský přírodovědec Pieter Boddaert. Objevuje se ve dvou poddruzích s tímto rozšířením:
- P. m. manillae (Boddaert, 1783) – Luzon, Marinduque, Catanduanes a okolní ostrůvky;
- P. m. subniger McGregor, 1910 – Polillo a Patnanongan.

Druhové jméno manillae odkazuje k filipínskému hlavnímu městu Manila.

## Stanoviště
Vyskytuje se v dipterokarpových pralesích a lesích poblíž vodních ploch. Obývá nížiny, může však vystoupit až do 900 m n. m. Je docela tolerantní k přeměněnému habitatu, který způsobil člověk svou činností, a v novodobé historii se tak objevuje i v sekundárním lese a na plantážích.

## Popis

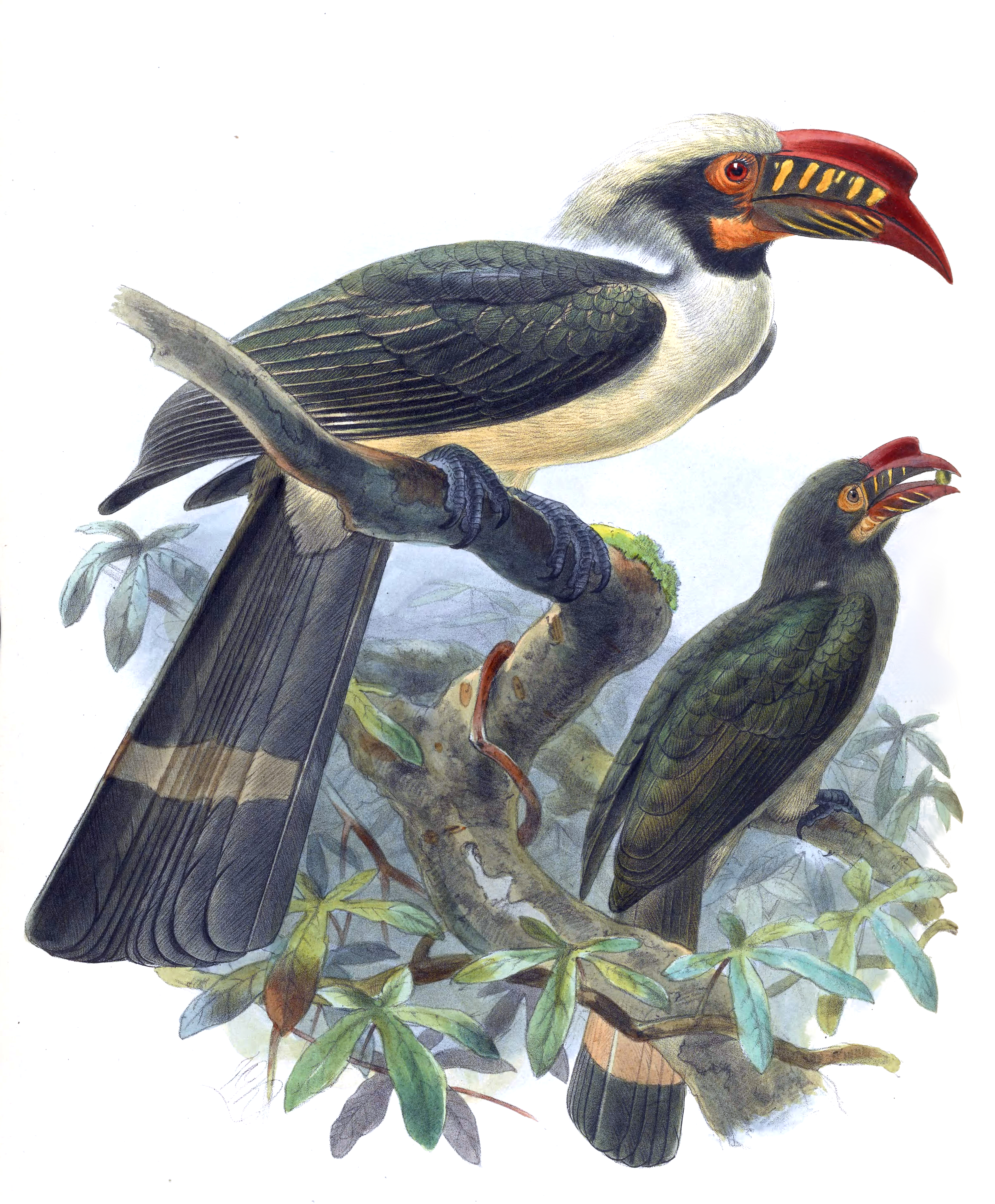
Vlevo samec, vpravo samice (ilustrace od Daniela Girauda Elliota)

S délkou těla kolem 45 cm představuje jednoho z menších zoborožců. Samec váží kolem 400–480 g, samice asi 470 g. Dominantním rysem hlavy je velký, dolů zatočený špičatý zobák s nízkou rohovinově zbarvenou přilbicí na horní čelisti, která zasahuje do poloviny délky zobáku. Zobák je hnědý se světle žlutými příčnými proužky na obou čelistech. Samec má hlavu, krk a celou spodinu nažloutle bílou. Krk a oblast ušních otvorů jsou černé. Svrchní část těla včetně křídel jsou tmavě hnědé. Ocas je tmavě hnědý s širokým rezavým příčným pruhem ve střední části. Duhovky samce jsou tmavě červené, nohy tmavě hnědé. Samice je podobná samci, avšak její hlava, krk a spodina jsou tmavě hnědé, svrchní část těla je světlejší než u samce a rezavý lem na ocase je hnědší. Duhovky samice jsou červenohnědé až oranžové.

## Biologie

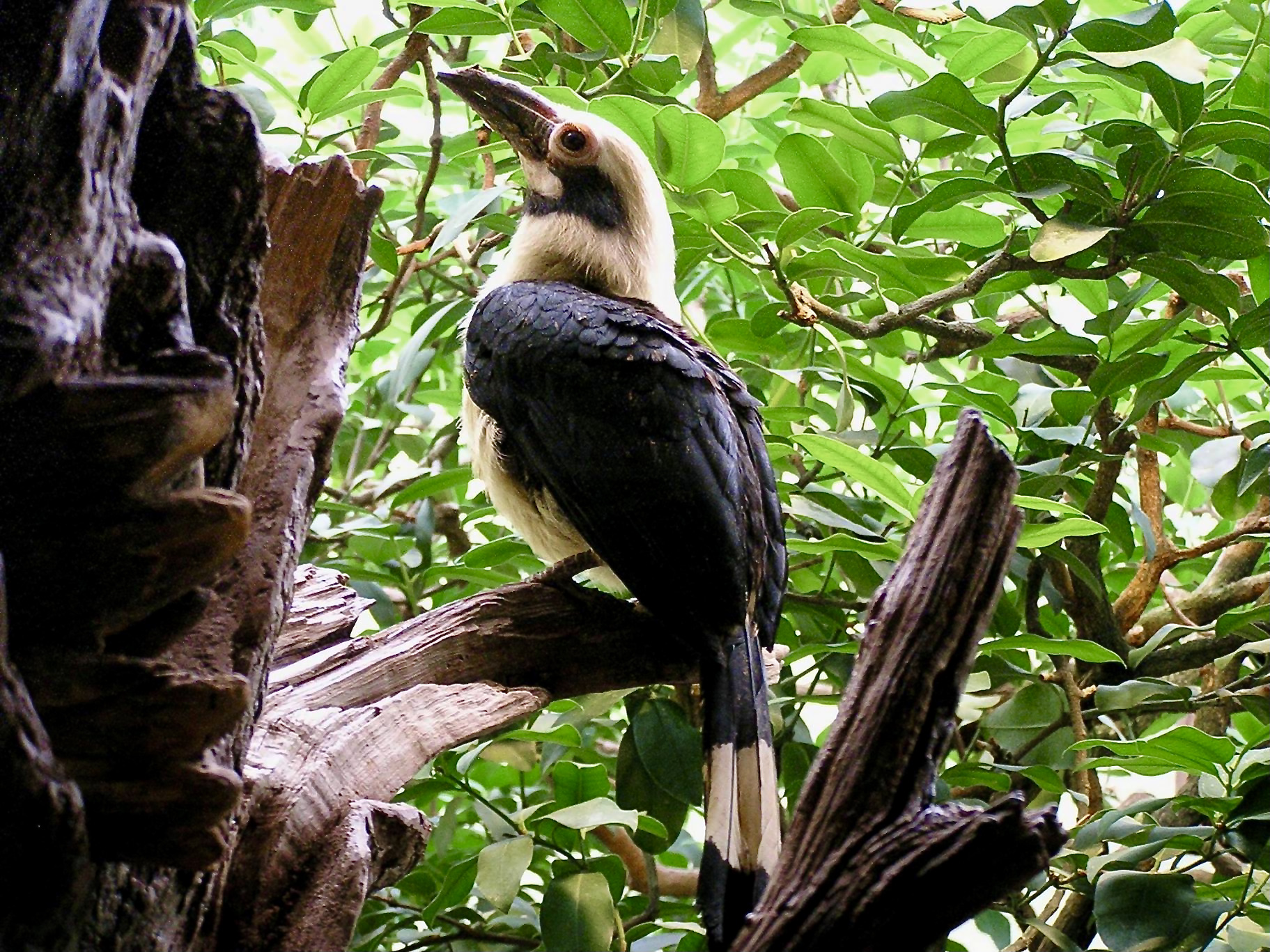
Zoborožec luzonský ve frankfurtské zoo

Živí se ovocem různých druhů stromů. I když se může krmit na pěstovaném ovoci, preferuje ovoce nativních stromů jako jsou Ficus sp., Artocarpus sp., Dysozylum sp., Syzygium sp., Canarium sp., Litsea sp. nebo Cocos cumingii, Livistonia rotundifloriae nebo Pinanga insignis. V době hnízdění je samice krmena samcem hlavně živočišnou stravou. K hlasovým projevům patří hlasitý čistý krátký pískot připomínající zvuk vydávaného po zmáčknutí dětské hračky. Vydává také zvuk podobný trumpetě, něco jak tót-tót, tut-tut.

### Hnízdění
Jedná se o teritoriální, patrně monogamní druh. Je možné, že se angažuje v jakési formě kooperativního hnízdění. Zahnizďuje v období sucha (březen až červen) v přirozeně se vyskytujících dutinách vzrostlých stromů. Samice snáší 2–3 vejce v jednodenních až pětidenních intervalech. 28–31 dní dlouhou inkubaci obstarává pouze samice, zatímco samec ji krmí regirgutací potravy. Mláďata dosahují vzletnosti ve věku 50–65 dní. Spolu s mláďaty hnízdo opouští i samice, která je po celou dobu inkubace a dvouměsíčního růstu mláďat doslova zazděná na hnízdě a ponechán je pouze malý vletový otvor, kterým samice a mláďata mohou od samce, případně i od nedospělých jedinců, přijímat potravu. Zazdění provádí samice vytvořením zídky z bláta, rostlinného materiálu a trusu.

## Ohrožení
Mezinárodní svaz ochrany přírody (IUCN) považuje zoborožce luzonského za málo dotčený druh i přesto, že se u něj  předpokládá klesající populační trend. Zoborožec luzonský je někdy loven na maso. Ifugaové z provincie Ifugao používají lebky luzonských zoborožců z rodu Penelopides k výrobě tradičních přilbicovitých čapek. Ohrožení druhu představuje také úbytek a degradace původních pralesů; podle odhadů jen 10 % z celkového areálu výskytu zoborožce luzonského představuje pro zoborožce ideální stanoviště.